# Koganyoni
Koganyoni är ett vattendrag i Burundi.   Det ligger i provinsen Karuzi, i den centrala delen av landet, 70 kilometer nordost om huvudstaden Bujumbura.
Omgivningarna runt Koganyoni är en mosaik av jordbruksmark och naturlig växtlighet. Runt Koganyoni är det tätbefolkat, med 331 invånare per kvadratkilometer.